# Castello della Motta

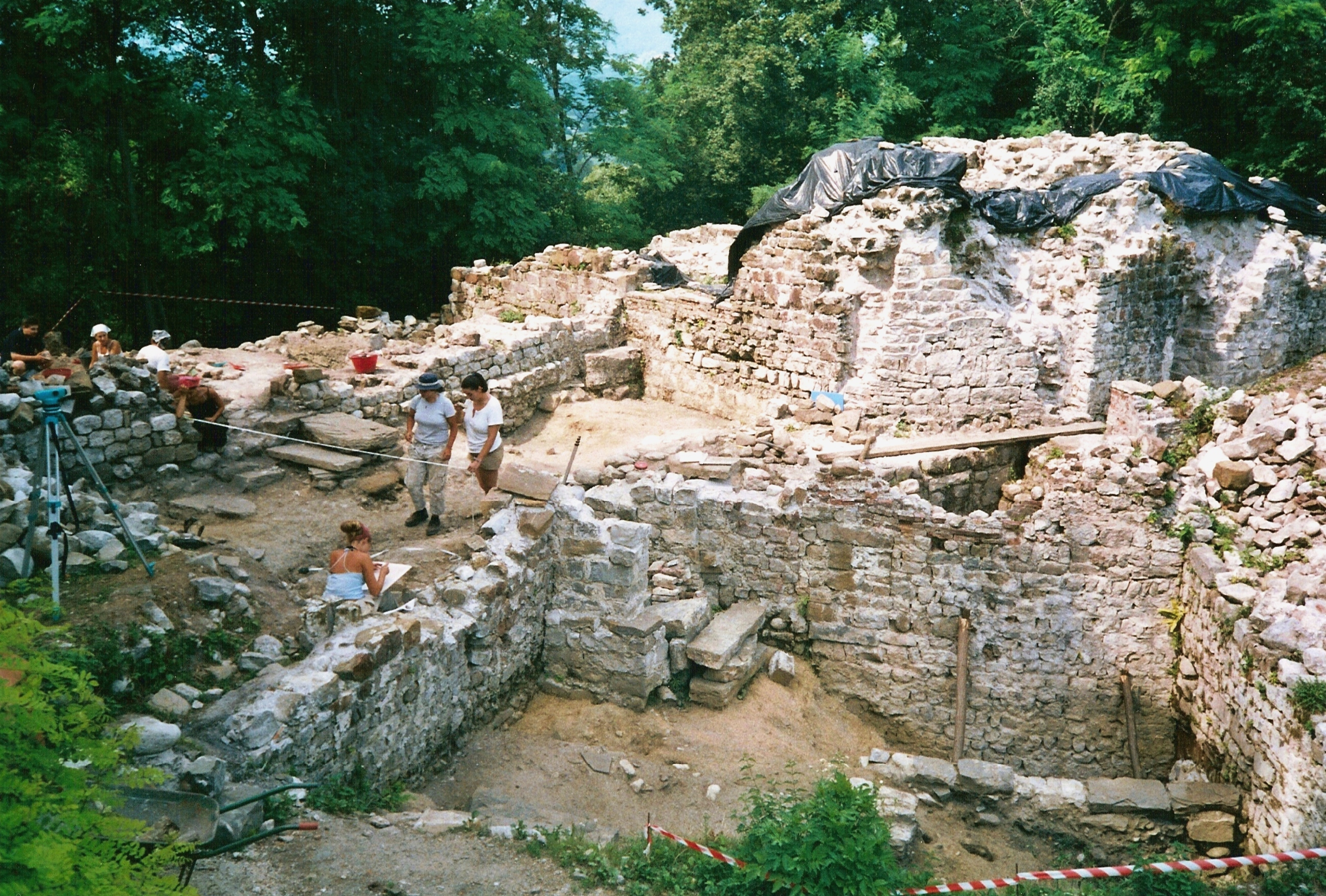
Panoramica della sommità del Castello della Motta, durante uno scavo archeologico (anno 2003) (da sud).

Il Castello della Motta è un complesso fortificato che sorge nel comune di Povoletto (Provincia di Udine), nella frazione di Savorgnano del Torre. I consistenti ruderi sono visibili sulla cima dell’estremità di un crinale alla confluenza del torrente Torre e del torrente Cornappo. Il castello è appartenuto per molte generazioni ai nobili di Savorgnano (o Savorgnan).

## Storia

### Origini
Non molte ma significative le notizie d’archivio che riguardano il castello e i suoi signori. La prima descrizione data all’anno 922 (25 marzo) ed è contenuta in un diploma dell’imperatore Berengario I che autorizza Pietro, presbitero della Chiesa di Aquileia, a rinforzare il castello con “merulis et propugnaculis, bertistis atque fossatis”: con merli, apparati fortificatori lignei, bertesche e fossati.
Non si sa chi fosse il citato “presbitero Pietro”, tuttavia in documenti di investitura della metà del XIII secolo la fortificazione è già proprietà di nobili della famiglia dei Savorgnan.
I più recenti studi storici ritengono che il colle fortificato della Motta venne concesso dai patriarchi aquileiesi a più famiglie, non imparentate tra loro, che assumevano il nome del luogo di cui erano state investite.
Sostanzialmente la storia dei signori della Motta, se si esclude il periodo altomedievale e la giurisdizione di “Pietro” del X secolo, si può dividere in due parti: la prima, anteriore agli ultimi decenni del XIII secolo, vede un gruppo di nobili con capostipite (accertato) Rodolfo di Savorgnano; la seconda, posteriore, contraddistinta dal dominio dei discendenti di Federico di Colmalisio.
I figli di quest’ultimo, nel corso del XIII secolo, daranno origine a differenti rami: Pietro al ramo di Cergneu, Leonardo al quello della Bandiera e Costantino a quello dello Scaglione. Il ramo della Bandiera si estingue nel 1713, mentre quello dello Scaglione, dopo il 1413 e l’abbandono della Motta, si suddivide ulteriormente in Torre di Zuino e Monte di Osoppo.
La prima fonte sicura bassomedievale ricorda un Rodolfo di Savorgnano (detto Ciprioner), feudatario libero, il quale nel 1219 si è ribellato al patriarca Bertoldo di Andechs. Quest’ultimo, dopo alterne vicende, è ritornato in possesso del castello e del feudo trasformandolo tuttavia in “ministeriale”, sottoponendolo cioè al suo diretto controllo; infatti, il luogo era considerato strategico per la gestione delle acque del torrente Torre che alimentavano le rogge di Udine.
I figli di Rodolfo, Rodolfo II e Corrado, sono stati infeudati del luogo dal patriarca in qualità di “ministeriali”. Nella loro investitura del 1257 sono citate due torri del castello, una detta superiore e una situata verso il castello di Attimis.
Il termine “della Motta”, assegnato al colle, compare per la prima volta in una mappa del XVI secolo che lo raffigura schematicamente.

### I nuovi signori
La ricerca archeologica ha permesso di stabilire che un significativo evento bellico, traumatico, ha interessato le strutture castellane negli ultimi decenni del Duecento, cioè quando, nei documenti, compaiono alcuni figli di Federico di Colmalisio con l’appellativo “di Savorgnano”.
Si tratta dei nuovi signori del castello, filopatriarcali, non legati al vecchio ceto nobiliare, probabilmente destituito in seguito a un violento assedio, accertato dagli scavi.
Da questo momento in poi la documentazione scritta, ma soprattutto quella archeologica, dimostra una notevole attività costruttiva all’interno della fortificazione, specie nella prima metà del XIV secolo. Nel 1345 il sito è occupato dalle milizie del conte di Gorizia, mentre nel 1385 vi si insediano le truppe patriarcali; in questa occasione, è menzionato un esplicito rafforzamento strutturale agli ordini del capitano patriarcale Giovanni di Azzo degli Ubaldini. Nel 1387 hanno luogo ulteriori lavori per ordine dei Carraresi, questa volta assegnati al cividalese Francesco Nascinguerra. Non si conosce, nello specifico, quale sia stata l’entità dei lavori affidati né a Giovanni Azzo né a Francesco Nascinguerra: non di grande rilievo se nel 1405 Tristano Savorgnano ricorda alla Comunità di Udine che il castello è “rovinato e mal difeso”.

### Ultimo assedio e abbandono
Nel 1412-1413 il fortilizio è assediato per l’ultima volta. Gli assedianti appartenevano all’eterogeneo esercito dell’imperatore Sigismondo di Ungheria, impegnato in Friuli a ristabilire la sua egemonia, minata dai Veneziani proprio tramite l’azione dei Savorgnan. Strenua e vana è risultata quella resistenza perché, stando alle fonti, il castello è preso ma, come ha dimostrato la ricerca archeologica, non completamente distrutto. Tuttavia, muta la sua destinazione d’uso e i Savorgnan non vi abiteranno più.

Una tesi, elaborata e proposta fra il 1960 e il 1985 dallo studioso inglese Cecil H. Clough, sostiene che gli archetipi degli innamorati – ispiratori delle shakespeariane figure di Romeo e Giulietta – sono personaggi realmente esistiti e appartenuti a due rami contrapposti della famiglia Savorgnan. In sintesi, il professore inglese ha dimostrato che la novella – Giulietta – scritta intorno al 1517 da Luigi Da Porto, la cui successiva traduzione ha ispirato William Shakespeare, narra fatti realmente accaduti nel 1511 a Udine e che vedono il coinvolgimento proprio di due rampolli dei Savorgnan: lo stesso Luigi e la giovane Lucina. 

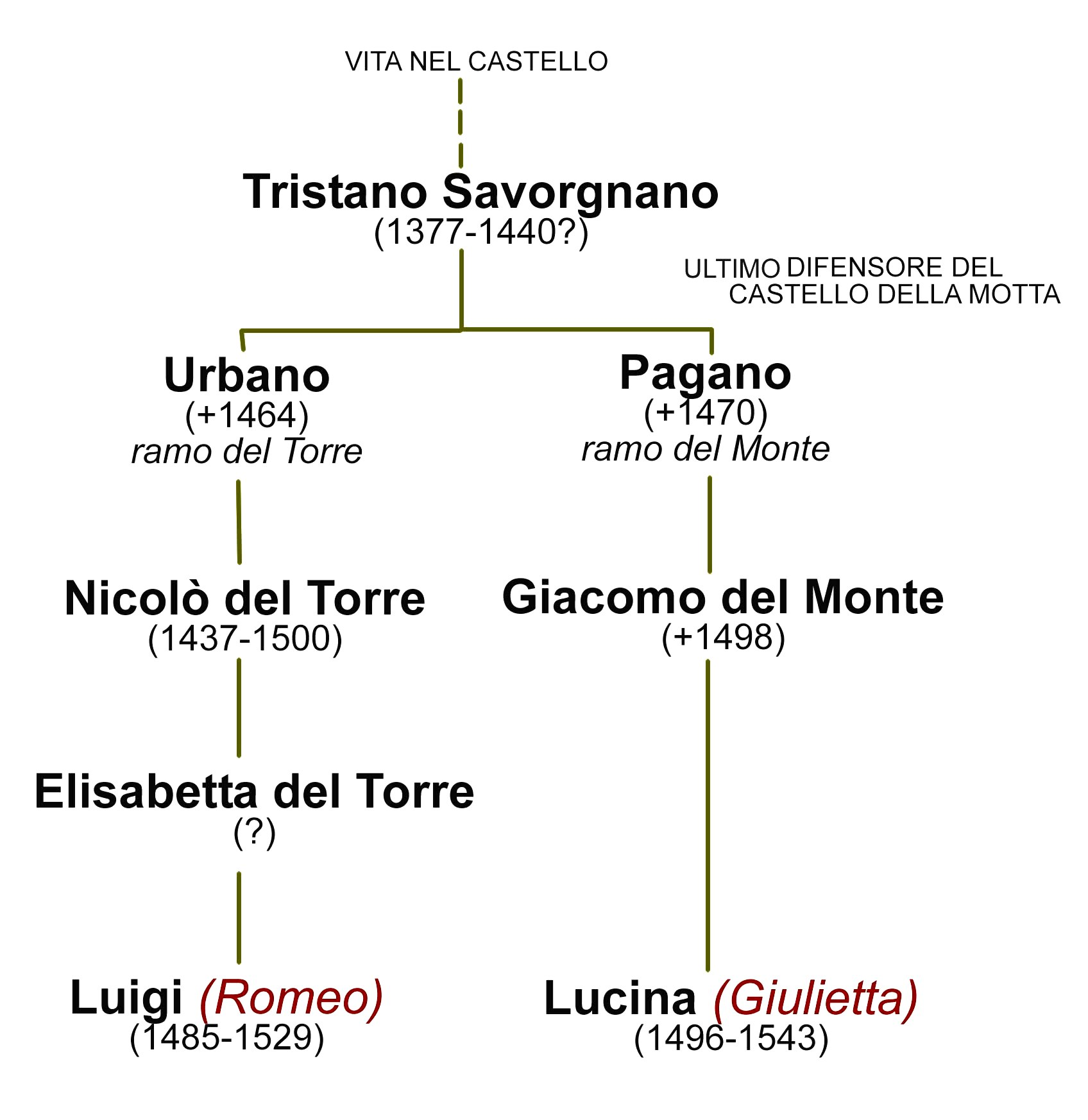
Schema con rapporti parentali fra Luigi Da Porto (Romeo), Lucina Savorgnan (Giulietta) e Tristano Savorgnano, l'ultimo difensore nel 1412/13 del Castello della Motta.

È interessante, a questo punto, rilevare che, in occasione dell’assedio imperiale del 1412-1413, l’ultimo difensore del castello della Motta – Tristano Savorgnan dello Scaglione – fosse, rispettivamente, bisnonno di Lucina (alias Giulietta) e trisnonno di Luigi (alias Romeo) e come il castello della Motta sia a buon diritto da considerare la “culla” che ha dato i natali ai parenti più stretti dei due più celebri amanti.

## Ricerche archeologiche
Nella sua forma attuale, il luogo si presenta con strutture parzialmente messe in luce con le ricerche archeologiche eseguite (non continuativamente) dal 1997 al 2014. Le tredici campagne di scavo, che hanno interessato esclusivamente la zona sommitale, si sono concentrate soprattutto nei pressi del mastio poligonale. Le ricerche sono state condotte da un team nato dalla collaborazione fra Università degli Studi di Udine e Amministrazione comunale di Povoletto e col contributo di gruppi di studio e associazioni culturali. I risultati e la loro elaborazione hanno permesso di definire una prima significativa sequenza di fasi, a loro volta raggruppate in cinque periodi, dall’epoca altomedievale all’abbandono definitivo.

### Periodo A -Insediamento altomedievale (VII/VIII-XI secolo)
La ricerca archeologica ha stabilito che almeno dall’altomedioevo sul promontorio della Motta era presente una fortificazione: lo testimoniano soprattutto i resti di un mastio (o maschio) quadrangolare, una casa-torre, posizionati al di sotto di quello attualmente visibile, di forma planimetrica poligonale.

Planimetria della "casa-torre" di epoca altomedievale (in rosso), in rapporto con le altre, successive, strutture del mastio e di altri edifici signorili della sommità.

Le caratteristiche residenziali di questo primo mastio si deducono dalle dimensioni planimetriche (i lati esterni misurano circa 8.00 m, lo spessore sulla rasatura muraria si aggira intorno al metro; il vano interno ha una superficie di quasi 40 mq) e dalla presenza di reperti appartenenti alla sua fase di vita, legati ad attività domestiche. Inoltre la sua ubicazione, nel punto eminente del colle (dove sarà riproposto il mastio di epoche successive), induce a considerarlo come costruzione importante e strategica, per altro in pietra (nella concessione di Berengario si citano apprestamenti lignei – propugnaculis –, quindi in materiale “meno significativo”).
Non è dato sapere, tuttavia, come era configurato il castrum di epoca altomedievale nella sua totalità. Non si sa neppure come l’insediamento era organizzato al suo interno e se era fruito unicamente da militari, oppure se vi trovava rifugio anche la popolazione civile: la presenza di un mastio, ampio e comodo, lascia comunque intendere la residenza di un dominus (ben prima di quel “Petro” citato nella concessione del X secolo).
La cronologia della torre è ricavata dalla datazione di frammenti ceramici rinvenuti in uno strato creatosi al suo interno, sigillato dallo strato di crollo dei muri della torre stessa. Si ritiene che i manufatti appartengano alla sua fase di vita (definito “Periodo A”). I reperti sono stati datati in seguito allo studio tipologico e all'analisi tramite "termoluminescenza" all'anno 678±90.
Insieme alle suppellettili, sono stati recuperati anche una chiave di ferro, ossa animali (resti di pasto) e frammenti di tegolone piano di tipo romano, utilizzato per la copertura ma evidentemente riadoperato e proveniente da qualche insediamento abbandonato nella zona ai piedi del rilievo castellano.

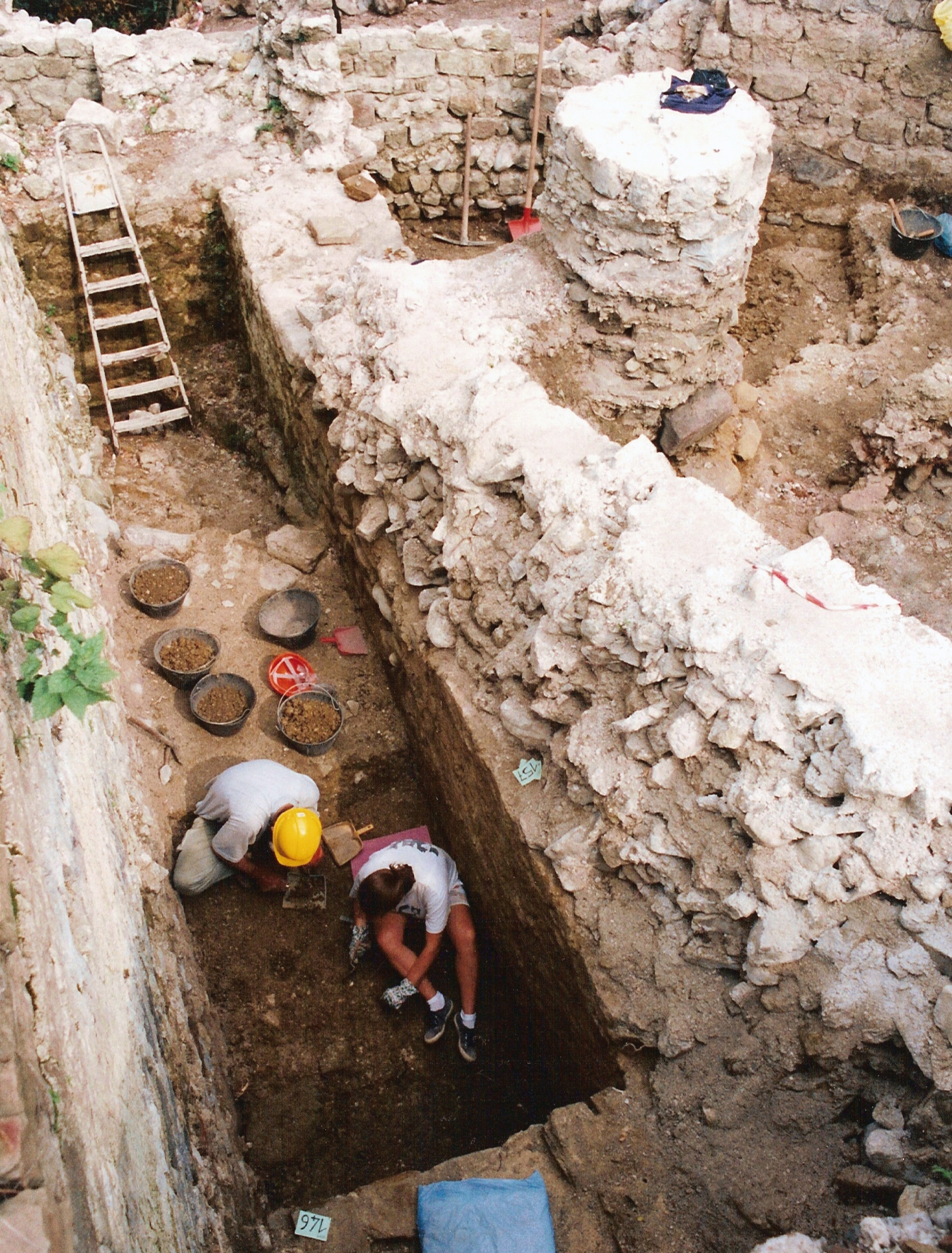
Panoramica dello scavo in una parte (N-W) dell'interno della "casa-torre" altomedievale (anno 2002).

Le vicende costruttive dell’insediamento fortificato possono essere meglio comprese distinguendo i diversi utilizzi di materia prima. Le strutture di “Periodo A” (altomedievali) sono costituite per la maggior parte da tipi di pietre di origine locale (roccia arenaria, facilmente lavorabile ma anche friabile, che costituisce il rilievo su cui poggiano le murature) con minimi apporti di elementi riciclati, verosimilmente recuperati da insediamenti abbandonati della zona collinare e pianeggiante a ovest e a sud del rilievo. Questi materiali sono messi in opera senza la ricerca dell’ordine dei corsi, spesso quasi incastrati tra loro, intervallati senza modulo da alcuni filari tendenzialmente orizzontali e non paralleli.

### Periodo B -Strutture insediative di XI – fine XIII secolo
Nel corso dell’XI secolo, la casa-torre altomedievale è stata sostituita da un massiccio mastio (“Periodo B”), di forma planimetrica rettangolare e dallo spessore murario raddoppiato rispetto al precedente (lati esterni di 10.50 x 12.00 m ca.; interno di 8.00 x 6.50 ca.). Sul lato sud-est, la torre era fornita di ingresso soprelevato. Risulta problematica l’identificazione delle strutture di questo periodo, appartenute all’insediamento “protofeudale” della prima famiglia dei Savorgnan, successivamente estromessa dal feudo e dal castello per essersi ribellata al Patriarca. Nonostante l’evidenza sopravvissuta sia stata incorporata nelle unità stratigrafiche murarie successive, rendendo difficile individuare con precisione i tagli dei muri che separano le unità di periodo differente, la tipologia muraria delle costruzioni di questo periodo presenta alcune peculiarità.

Planimetria della torre mastio quadrangolare e relativa muratura coeva di XI secolo (Periodo B, in verde).

Per prima cosa, si rileva la tendenza a selezionare i pezzi e a realizzare corsi suborizzontali o orizzontali e paralleli, solo saltuariamente sdoppiati; alla base dei muri, soprattutto nelle angolate, si utilizzano grossi conci che, talvolta, si riscontrano anche a quote maggiori, nonostante la tendenza fosse quella di diminuire le dimensioni degli elementi lapidei con l’aumentare dell’altezza. I nuclei sono realizzati a bancate messe in opera a “spina di pesce”. Anche in "Periodo B" è utilizzata nuova materia prima: oltre al calcare, è evidente l’impiego, in larga misura, dell’arenaria violacea, la cui provenienza non è attualmente determinabile (forse fluviale). La malta, spesso rifluente, di colore bianco-beige o grigio chiaro è di consistenza e a granulometria sabbiosa con inclusi ghiaiosi; è spesso lisciata sia nei giunti che nei letti e ha una buona aderenza al paramento. In queste murature, è totalmente assente il laterizio.

#### Distruzione della torre mastio di Periodo B

Particolare di trave lignea carbonizzata e semi combusti dello strato US 139=145, creatosi in seguito a incendio degli orditi lignei della torre mastio di Periodo B (avvenuto negli ultimi decenni del XIII secolo).

In seguito a un'attenta analisi della stratificazione eseguita all'interno del mastio, a nord-est del muro della "casa-torre" altomedievale, si è individuato un orizzonte (US 139=145), uniforme e circoscritto, ricchissimo di materiale combusto, con rari oggetti e pietre scottate per azione di fiamma. Lo strato copriva residui di maceria che, a sua volta, si appoggiava al piano di calpestio in fase con la vita della seconda torre di XI secolo. Dallo strato combusto (US 139=145) sono stati recuperati e analizzati frammenti di legno carbonizzato (rami, assi, pali) e una gran quantità di materiale vegetale carbonizzato (semi e frutti: parte di una dispensa alimentare). Su alcuni di questi elementi combusti è stata eseguita una radiodatazione che ha consentito di definire l'ambito cronologico di distruzione della torre quadrangolare di "Periodo B": in sintesi, tra l'anno 1195 e il 1285.
In linea teorica si può quindi supporre che la distruzione del mastio (e relativa formazione dello strato combusto) sia avvenuto conseguentemente ad un fatto traumatico (ad esempio, un incendio intenzionale degli orditi lignei) che troverebbe una corrispondenza con la documentazione d'archivio che attesta come gli antichi signori di Savorgnano, negli ultimi decenni del Duecento, vengano parzialmente o totalmente sostituiti da una nuova generazione di feudatari il cui capostipite è Federico di Colmalisio. I figli di questi, evidentemente con la forza, sostituendo i più antichi nobili, diventano di fatto i capostipiti della stirpe dei Savorgnan protagonisti di numerose vicende storiche del Friuli.

### Periodo C -Il castello trecentesco (fine XIII - inizio XV secolo)

Planimetria del mastio poligonale e relativa muratura coeva di fine XIII secolo (Periodo C1, in azzurro).

Questo periodo può essere suddiviso in ulteriori fasi durante le quali il complesso fortificato assume forma compiuta, soggetta comunque a un dinamismo costruttivo che ne determina continue trasformazioni interne (documentate nella parte sommitale):
C.1 - fase con mastio poligonale e ingresso al dongione da est;
C.1.a - sottofase con costruzione di corpo di fabbrica CF 2 (Edificio B) e creazione di "pozzetto" USM 438;
C.2 - fase con creazione di rampa a sud-est, CF 5, (Edificio D) e CF 6 (Edificio E);
C.3 - fase caratterizzata da molti rinforzi e temponamenti murari.
Distrutta la torre di "Periodo B", il mastio è ricostruito con forma planimetrica “poligonale”. L’edificio è caratterizzato dalla disposizione di due lati ad angolo acuto con spigolo rivolto verso nord-est, cioè verso il fossato e, quindi, verso il sentiero di accesso posto lungo il crinale del promontorio castellano. Per la costruzione del nuovo mastio si sfruttano solo in parte le murature dell’edificio di "Periodo B"; i muri di quest’ultimo sono quasi totalmente demoliti e le maestranze ne utilizzano le fondazioni e qualche filare in elevato. L'ingresso al mastio viene mantenuto ma nella cinta, un po' più a sud, si crea un nuovo ingresso al dongione che permette l'accesso alla sommità da un ambito più basso del sito (il borgo - burgus - è citato in documenti della prima metà del Trecento).

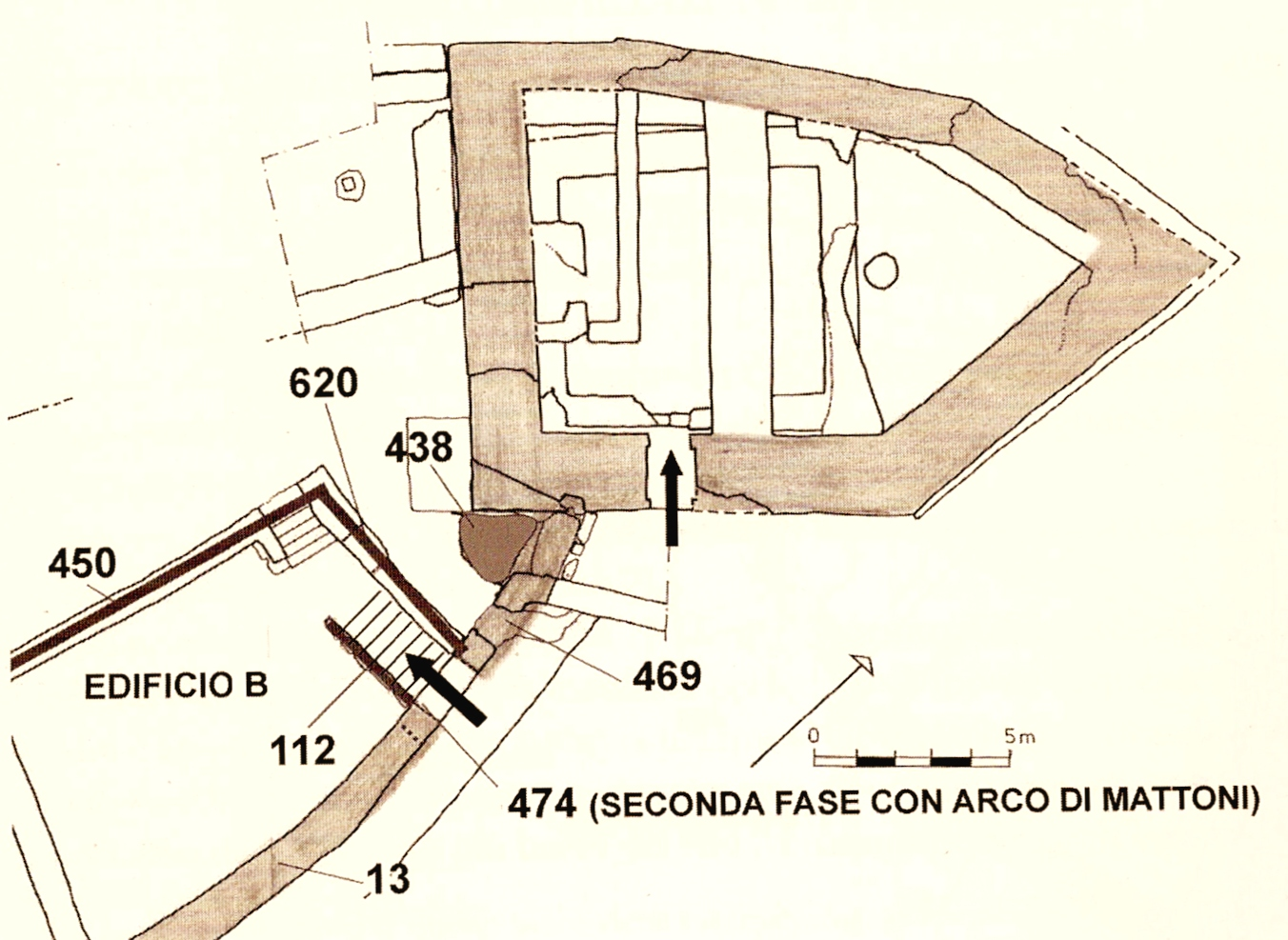
La zona del mastio (Periodo C.1.a), dopo la costruzione dell'Edificio B (prima fase) e del pozzetto di scarico USM 438 (primi decenni del XIV secolo).

Successivamente, nel castello hanno luogo diverse trasformazioni come, in “Fase C.1.a”, la costruzione dell'Edificio B, addossato alla cinta e di un pozzetto di scarico USM 438. Questa sottofase si distingue per l’utilizzo del laterizio (mattoni) nelle murature. Da questo momento in poi, il laterizio alla Motta è largamente usato seppure per lavori di restauro, tamponamenti e ricostruzione di alzati, ma anche per realizzare elementi decorativi, come cornici, angolate, stipiti. 

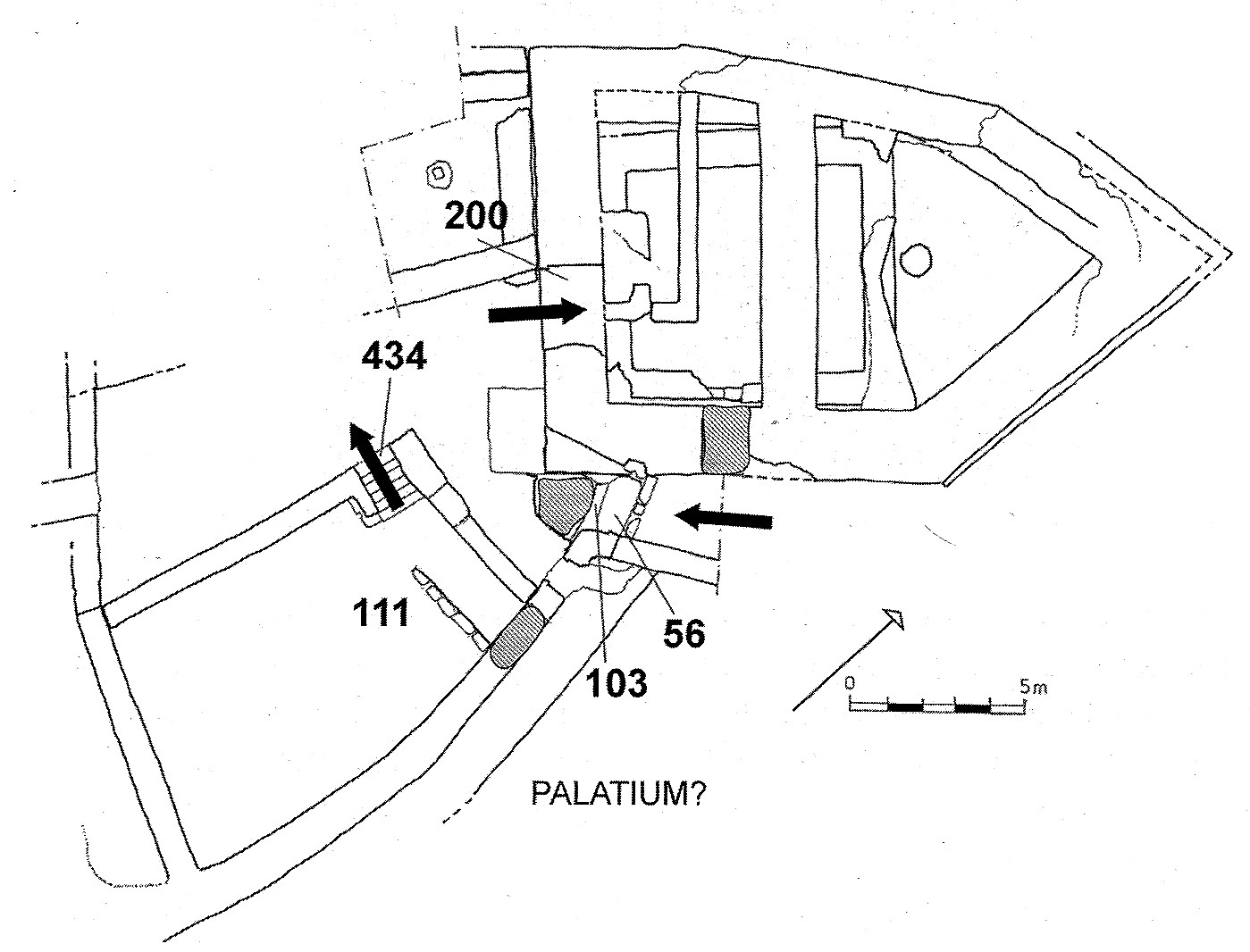
La zona del mastio in Periodo C.2 (tamponamenti, nuove aperture e costruzione rampa), ultimi decenni del XIV secolo.

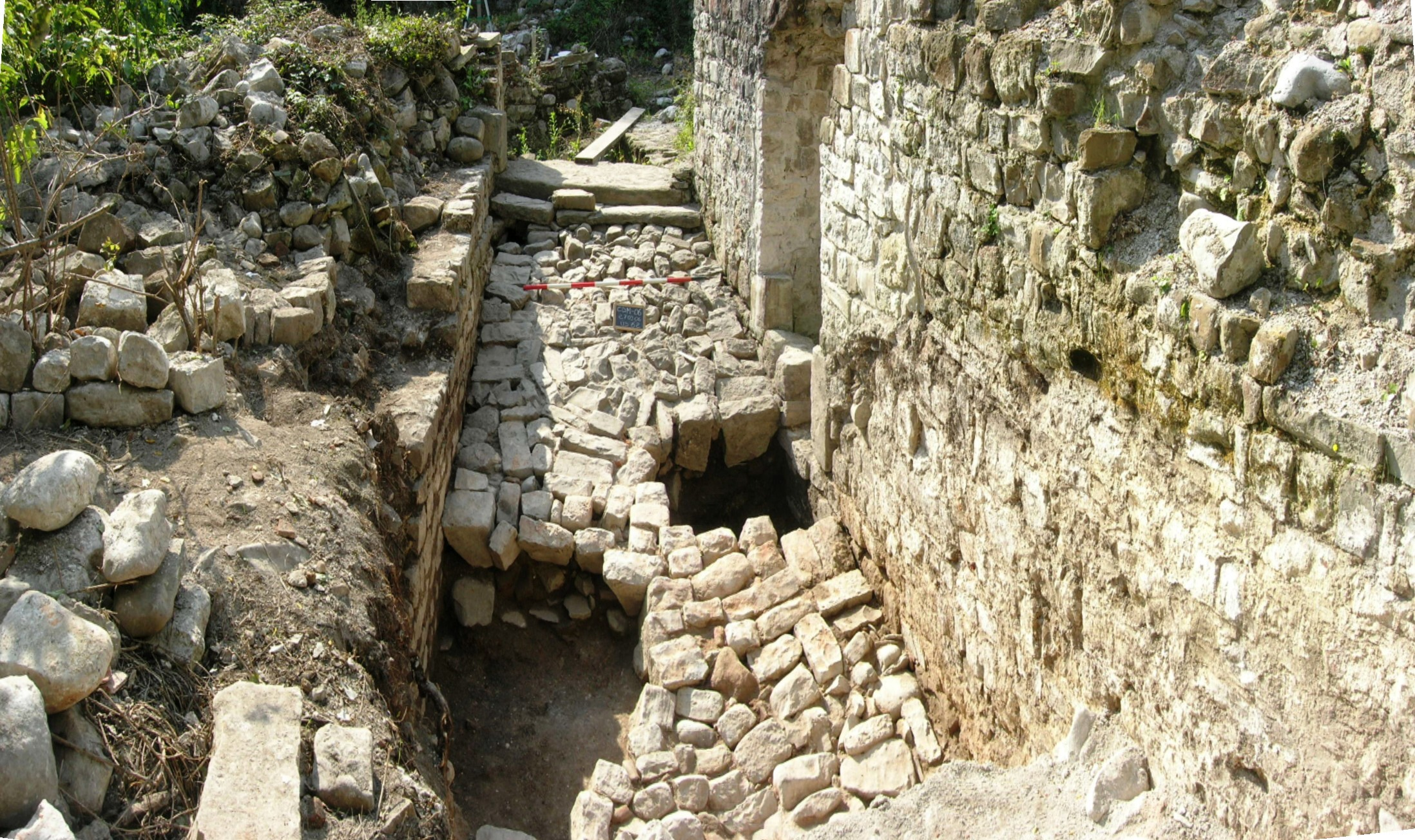
Panoramica della rampa di accesso (Periodo C.2) al dongione, con ingresso e, a destra, resti del mastio poligonale (vista da nord-est) (anno 2006).

Nella “Fase C.2” è realizzato un nuovo ingresso al dongione, munito di rampa, lungo il lato sud-est del mastio poligonale. Il pozzetto USM 438 è riempito e l'Edificio B modificato. Il tamponemento dell'ingresso USM 474, nella cinta a est, è in funzione della creazione di un ampio palatium (non ancora scavato) che affianca la suddetta rampa di accesso (in questa fase si rende necessario tamponare anche l'ingresso originario al mastio; ingresso spostato sul lato sud-ovest dello stesso). Si nota l'utilizzo prevalente del ciottolo, soprattutto calcareo, spezzato e messo in opera con il lato spianato a vista. Anche in questo caso ci si trova di fronte a un nuovo apporto di materiale, di provenienza fluviale, determinato dalla necessità di ampliare o sostituire l’esistente.
In “Fase C3” si osserva che per il rinforzo dei muri bastionati del mastio si fa uso di nuovo pietrame per i lati esterni, mentre per quelli interni si ricicla materiale lapideo preesistente. La lavorazione accurata dei conci e la loro messa in opera sulle pareti esterne del mastio presuppone la presenza di maestranze specializzate nella costruzione di murature idonee a resistere all’impatto di proiettili, lanciati sia da macchine da lancio, sia da armi da fuoco. La presenza di abili lapicidi, probabilmente coadiuvati da semplici apprendisti o membri di classi più povere di stanza nel castello o nei villaggi limitrofi che da esso dipendevano, è testimoniata, oltre che dalle opere murarie in sé, anche da rari ma significativi oggetti messi in luce con gli scavi: frammenti di seghe di ferro, cunei, punte di scalpello con codolo. Più rari sono i resti di pavimentazioni, di intonaci e di rivestimenti parietali. La presenza del legno, largamente impiegato ma dissolto per la sua natura organica, è spesso testimoniata dagli elementi di ferro, sopravvissuti, a cui era connesso (chiodi, borchie, cerniere, serrature, ecc.).

### Periodo D -Declino del sito (XV secolo)
Dopo l’assedio e la capitolazione degli occupanti, nel 1412-1413, all’interno della fortificazione sono stati attestati lavori che trasformano gli spazi ma ne mantengono in un certo qual modo la funzione residenziale.
Nei primi decenni del Quattrocento, nel mastio si eseguivano attività basate sulla raccolta e rifusione di manufatti di metallo e forse anche di vetro: lo testimonia il rinvenimento di un forno, di numerose scorie e di un ripostiglio di oggetti metallici destinati ad essere rifusi.

### Periodo E -Abbandono e crolli definitivi
Si ritiene che dalla fine del XV o agli inizi del XVI secolo il complesso venga progressivamente abbandonato e sistematicamente demolito. Sulle sue rovine, infine, si alternano frequentazioni occasionali fino a tempi a noi più vicini.

## Descrizione
Le strutture murarie del castello si estendono su una superficie di circa 6.000 m²: un’area lunga 115 metri e larga dai 40 ai 60 metri.
Il rilievo compreso entro la cinta muraria più esterna (oggi parzialmente visibile) è morfologicamente distinguibile in tre zone:
- sommitale, differenziata in due aree interessate da edificazione a carattere “signorile” e nelle quali si è concentrata la maggior parte delle indagini archeologiche (a nord-est si distinguono bene la torre mastio poligonale, con suddivisioni e preesistenze interne, e muri perimetrali di edifici residenziali; a sud sono stati individuati, ma non scavati, i resti della cappella gentilizia). Questa zona, da un certo momento in poi, è circondata da una cinta autonoma (il dongione), munita di ingresso;
- seconda fascia più bassa, posta sul lato orientale della sommità, con tracce di edificazioni affioranti dall’humus;

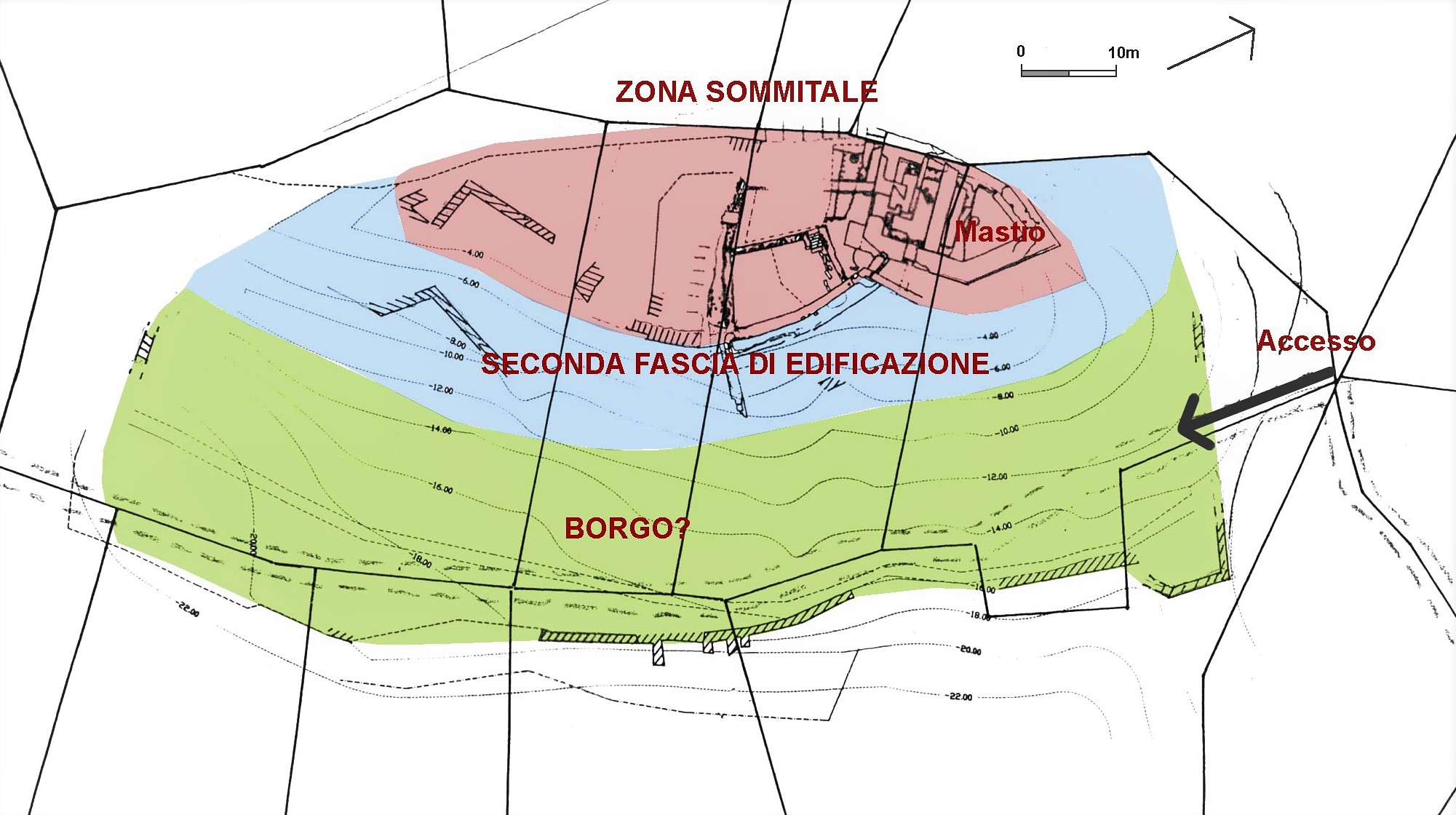
Planimetria del complesso fortificato visto da est, con evidenziate le tre fasce di edificazione (zona sommitale, seconda più bassa fascia di edifici e probabile borgo inferiore).

- terza ampia fascia inferiore, a tratti pianeggiante, a ridosso della seconda, dove si ritiene fosse ubicato il borgo citato in alcuni documenti trecenteschi. Anche questa zona è circondata da una cinta autonoma.
A nord-est la difesa era garantita da un fossato artificiale che isolava l’insediamento dal resto del crinale su cui era stato ricavato il sentiero originario di accesso. Attualmente, gli scavi sono sospesi e il luogo è abbandonato e ricoperto da vegetazione boschiva.
La considerevole mole di dati e di reperti acquisiti con le campagne di scavo eseguite nel castello sono dal 2011 esposte nel museo comunale di Villa Pitotti di Povoletto: l’Antiquarium della Motta e Mostra del Fossile.